# The Crow: Salvation
The Crow: Salvation é um filme americano de 2000 dirigido por Bharat Nalluri, o terceiro baseado na série de histórias em quadradinhos com o título O Corvo (The Crow), de James O'Barr.

## Sinopse
Alex Corvis (Eric Mabius) é um jovem injustamente condenado à cadeira elétrica pelo brutal assassinato de Lauren (Jodi Lyn O'Keefe), sua namorada. Misteriosamente, na mesma noite de sua execução, testemunhas do caso começam a morrer. Pelo poder mágico do corvo, Corvis retornou do mundo dos mortos para vingar a morte de Lauren e limpar seu nome. Agora como um morto-vivo, dono de superpoderes e com a ajuda de Erin (Kirsten Dunst), a irmã de Lauren, inicia sua violenta e vingativa perseguição aos verdadeiros assassinos e mergulha em um sinistro labirinto de conspiração e corrupção, prostituição e morte que controla o coração do violento e perigoso submundo da cidade.

## Elenco
- Eric Mabius - Alex Corvis/O Corvo
- Kirsten Dunst - Erin Randall
- Fred Ward - O Capitão
- Jodi Lyn O'Keefe - Lauren Randall
- William Atherton - Nathan Randall
- K.C. Clyde - Brad
- Bruce McCarthy - Madden
- Debbie Fan - Barbara Chen
- Dale Midkiff - Vincent Erlich
- David Stevens - Tommy Leonard
- Grant Shaud - Peter Walsh
- Bill Mondy - Phillip Dutton
- Walton Goggins - Stan Robbers
- Britt Leary - Stacey
- Tim DeKay - Martin Toomey